# مقیاس فور
امتیاز دهی بر مبنای فور (به انگلیسی: FOUR score)، یک مقیاس درجه‌بندی بالینی است که برای استفاده متخصصان پزشکی در ارزیابی بیماران با سطح هوشیاری ضعیف طراحی شده است. این معیار توسط دکتر ایلکو اف ام، ویجیکس و همکارانش در بخش مراقبت‌های نورولوژیک مایو کلینیک در راچستر، مینه‌سوتا طراحی شده است.
«FOUR» در اینجا مخفف «Full Outline of UnResponsiveness» (به‌معنای شکل‌های کلی عدم واکنش‌دهی) است.
فور یک مقیاس ۱۶ امتیازی است که امتیازات بالقوه آن از صفر تا ۱۶ را شامل می‌شود. صفر به معنای کمای عمیق یا مرگ مغزی و امتیاز ۱۶ شامل بیمار کاملاً آگاه و هوشیار (اورینته) است.

## نحوه امتیاز دهی
نحوه امتیازدهی در این مقیاس به‌صورت زیر است:

### پاسخ چشمی
۴= چشم‌ها باز، یا در پاسخ به دستورهای ارزیاب چشم را باز و بسته کند یا با چشم حرکت دست ارزیاب را ردیابی کند.
۳= چشم‌ها باز است اما قادر به ردیابی نیست.
۲= چشم‌ها بسته است اما با صدای بلند باز می‌شود.
۱= چشم‌ها بسته است اما با تحریک دردناک باز می‌شود.
۰= چشم‌ها با تحریک دردناک نیز باز نمی‌شود.

### پاسخ حرکتی
۴= در پاسخ به دستورهای ارزیاب، انگشت خود را حرکت می‌دهد، دست خود را مشت می‌کند و چهره خود را تغییر می‌دهد یا لبخند می‌زند. (درصورت عدم درد)
۳= با تحریک دردناک دست خود را به محل درد می‌رساند.
۲= با تحریک دردناک، اندام‌های خود را جمع می‌کند. (وضعیت فلکشن)
۱= با تحریک دردناک، اندام‌های خود را باز می‌کند. (وضعیت اکستنشن)
۰= عدم پاسخ به تحریک دردناک

### بازتاب‌های ساقه مغز
۴= بازتاب‌های قرنیه و مردمک وجود دارند.
۳= اندازه یک مردمک گشاد و ثابت است.
۲= بازتاب مردمک یا قرنیه وجود ندارد.
۱= بازتاب مردمک و قرنیه وجود ندارد.
۰= عدم بازتاب مردمک، قرنیه و سرفه

### وضعیت تنفس
۴= الگوی تنفسی منظم، بدون حضور لوله تراشه
۳= الگوی تنفسی شین استوکس، بدون حضور لوله تراشه
۲= الگوی تنفسی نامنظم، بدون حضور لوله تراشه
۱= تعداد تنفس سریع‌تر از تعداد تنفس ونتیلاتور
۰= تعداد تنفس برابر تعداد تنفس ونتیلاتور (وضعیت آپنه)

## شرایط انجام معاینه
برای انجام معاینه FOUR باید به موارد زیر توجه شود:
- بیمار نباید داروهای شل‌کننده عضلانی یا آرام‌بخش دریافت کرده باشد.
- امتیازدهی باید به فاصله یک ساعت و توسط دو شخص و با هر دو معیار GCS و FOUR انجام شود.

## ویژگی‌ها
- ثبات داخلی در امتیازبندی، قابلیت اطمینان بیشتر برای ارزیابی‌کننده‌ها، توان اندازه‌گیری بازتاب‌های ساقه مغزی و ارزیابی چشمی.
- ارزیابی طیف وسیعی از بازتاب‌های حرکتی، بررسی الگوهای تنفسی غیرطبیعی.
- عدم ارزیابی پاسخ‌های کلامی.
- توانایی تشخیص افتراقی بین وضعیت نباتی و نشانگان قفل‌شدگی.
- توانایی تشخیص مرگ مغزی با ضریب اطمینان نسبتاً بالاتر.